# Seasalter
Seasalter är en ort i distriktet Canterbury, i grevskapet Kent, i England. Ward hade 7 813 invånare år 2021. Seasalter var en civil parish fram till 1894 när blev den en del av Whitstable Urban och Whitstable cum Seasalter. Civil parish hade 1 397 invånare år 1891. Byn nämndes i Domedagsboken (Domesday Book) år 1086, och kallades då Seseltre.